# Bertrand de Poulengy
Bertrand de Poulangy ou Barthelemy de Poulengy (parfois dit Bertrand Pollichon) né vers 1392 et mort après 1456, est un compagnon d'armes de Jeanne d'Arc pendant la guerre de Cent Ans.

## Biographie
On ne sait pratiquement rien de sûr à propos de Bertrand de Poulangy. Il témoigna à Toul le 3 février 1456 : il connaissait le village de Domremy pour y être allé vers 1417, on ne sait à quelle occasion, et il avait alors vu l'Arbre aux dames. Connaissant Jacques d'Arc, il fit la connaissance de sa fille Jeanne pour la première fois, au moment de l'Ascension, selon lui, c'est-à-dire vers la mi-mai 1428. La date ne paraît pas très sûre, peut-être l'année suivante lors d'événements plus mémorables ou plus tôt. C'est en tout cas au moment du retour de Jeanne après sa visite au duc de Lorraine que Bertrand de Poulangy semble avoir commencé à s'impliquer dans l'aventure, avec Jean de Metz, en fournissant à la jeune fille un équipement pour le voyage.
Sincère admirateur de Jeanne et de son action, il demeure sans doute auprès d'elle pendant une bonne partie de sa chevauchée. Il est par exemple attesté par une quittance du 18 octobre 1429, au retour du sacre, qui mentionne « Jehan de Mes et Barthelemy de Poulegny », appartenant à la « compagnie de la Pucelle ». L'accompagnait-il lors de sa capture à Compiègne ?
Son nom est déformé en « Bertrand Pollichon » par Gobert Thibaut dans le procès de réhabilitation, mais ce n'est probablement pas une variante usuelle.

## Postérité
La renommée mondiale de Bertrand de Poulangy est évidemment due à celle de Jeanne d'Arc. Le personnage de Bertrand de Poulangy se retrouve dans un nombre incalculable de pièce de théâtre, d'opéra, de films pour le cinéma ou la télévision, en France et à l'étranger.
Bertrand de Poulangy au théâtre :
- 1925 (Paris) :  Sainte Jeanne de George Bernard Shaw, mise en scène Georges Pitoëff, Théâtre des Arts, interprété par Mr Ponti
- 1935 (Paris) :  Sainte Jeanne de George Bernard Shaw, mise en scène Georges Pitoëff, Théatre Tristan-Bernard, interprété par Jean Riveyre
- 1940 (Paris) : Sainte Jeanne de George Bernard Shaw, mis en scène par Raymond Rouleau, Théâtre de l'avenue, interprété par Jean Riveyre[2]
- 1946 (New York) : Joan, Alvin Theatre de Broadway, interprété par Peter Hobbs
- 1996 (Boston) : St Joan, Boston théatre, interprété par Jeffrey Symes
- 2001 : Joan, Hudson Guild Theater of New York, interprété par John Nagle

Bertrand de Poulangy à l'opéra :
- 2001 (Stockholm) : Jeanne d’Arc – Szenen aus dem Leben der Heiligen Johanna de Walter Braunfels, interprété par Andréas Schulist
- 2008 (Berlin) : Jeanne d’Arc – Szenen aus dem Leben der Heiligen Johanna de Walter Braunfels, joué au Deutsche Oper, interprété par Clemens Bieber

Bertrand de Poulangy au cinéma :
- 1948 (Hollywood), Joan of Arc réalisé par Victor Fleming, interprété par Ray Teal

Bertrand de Poulangy dans les jeux vidéo :
- 1999 (PlayStation 2, Mac OS, Windows, Téléphone mobile), Age of Empires II: The Age of Kings développé par Ensemble Studios, personnage de Sieur Bertrand